# Коритник (Бреза)
Коритник је насељено мјесто у Босни и Херцеговини у општини Бреза које административно припада Федерацији Босне и Херцеговине. Према попису становништва из 1991. у насељу је живјело 798 становника.

## Становништво
| Националност       | 1991.        | 1981.        | 1971.        |
| Муслимани          | 762 (95,48%) | 722 (96,65%) | 605 (97,26%) |
| Срби               | 18 (2,25%)   | 11 (1,47%)   | 5 (0,80%)    |
| Хрвати             | 2 (0,25%)    | 4 (0,53%)    | 0            |
| Југословени        | 3 (0,37%)    | 9 (1,20%)    | 9 (1,44%)    |
| остали и непознато | 13 (1,62%)   | 1 (0,13%)    | 3 (0,48%)    |
| Укупно             | 798          | 747          | 622          |